# 薩米特鎮區 (明尼蘇達州貝爾特拉米縣)
薩米特鎮區（英語：Summit Township）是位於美國明尼蘇達州貝爾特拉米縣的一個行政鎮區。

## 地方資料
薩米特鎮區的面積為91.10平方千米，當中陸地面積為90.60平方千米，而水域面積為0.50平方千米。根據2020年美國人口普查的數據，當地共有人口263人，而人口密度為每平方千米2.89人。